# ميزو-سوبرانو
المتزو-سوبرانو (بالإيطالية: [ˌmɛddzosoˈpraːno]، وتعني حرفيًا "نصف سوبرانو")، أو المتزو (بالإنجليزية: /ˈmɛtsoʊ/ MET-soh)، هو نوع من أصوات الغناء النسائية الكلاسيكية التي تقع نطاقاتها الصوتية بين صوت السوبرانو وصوت الكونترالتو. عادةً ما يمتد نطاق صوت المتزو-سوبرانو من النغمة "لا" أسفل دو الوسطى إلى النغمة "لا" التي تبعد أوكتافين فوقها (أي من A3 إلى A5 حسب تدوين النغمات العلمية، حيث دو الوسطى = C4؛ بتردد يتراوح بين 220 و880 هرتز). في النطاقات الصوتية الدنيا والعليا القصوى، قد يمتد صوت بعض المتزو-سوبرانو إلى النغمة "فا" أسفل دو الوسطى (F3، 175 هرتز) وإلى "دو العالي" (C6، 1047 هرتز).
يُقسم نوع صوت المتزو-سوبرانو عمومًا إلى ثلاثة أنواع فرعية: الكولوراتورا، والليريكي، والدراماتيكي.